# Etnogenes
Etnogenes (grekiska: ἔθνος, ethnos, 'grupp av människor' eller 'nation' + γένεσις, genesis, 'ursprung', 'födelse') är en process i vilken en grupp av människor börjar bli uppfattade eller börjar uppfatta sig själva som en distinkt etnisk grupp.